# Chresmoda
Chresmoda Germar, 1839 è un genere estinto di insetti appartenente agli archeortotteri. Visse tra il Giurassico superiore e il Cretaceo superiore (circa 150 - 90 milioni di anni fa) e i suoi resti fossili sono stati ritrovati in Europa, Asia e Sudamerica.

## Descrizione

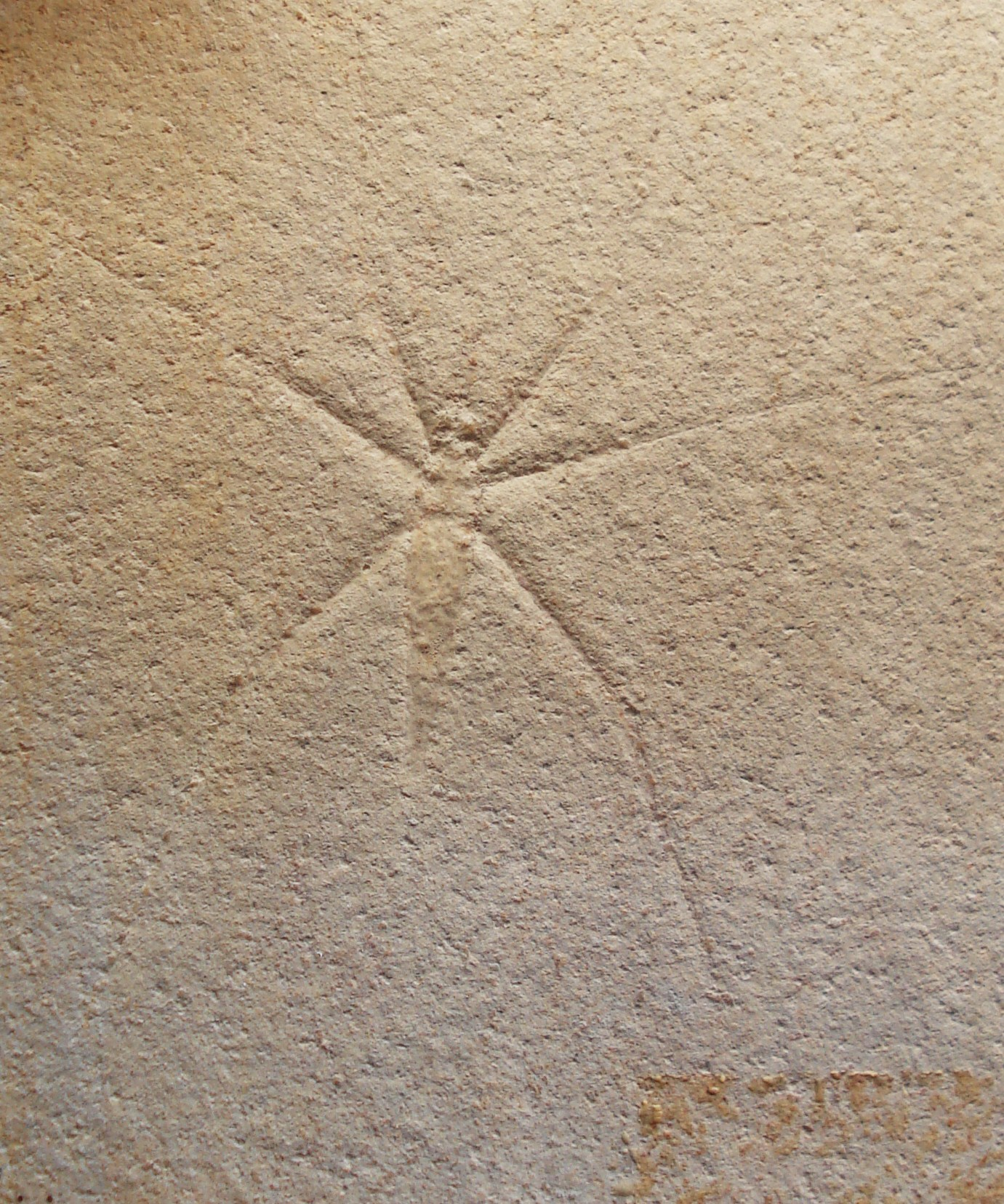
Fossile di Chresmoda obscura

L'aspetto di questo insetto doveva ricordare superficialmente quello degli attuali gerridi, con lunghe zampe distese e corpi piuttosto sottili. Le dimensioni, tuttavia, erano di molto superiori: Chresmoda poteva infatti raggiungere i 2,5 centimetri di lunghezza del solo corpo. Con le zampe pienamente estese, Chresmoda poteva superare i 14 centimetri.
La particolarità di questo animale era data dalla struttura degli arti: le zampe di Chresmoda erano infatti dotate di numerosi tarsomeri, ovvero le parti del segmento distale della zampa. Questa molteplicità di tarsomeri è una specializzazione unica tra gli insetti. Alcune specie (ad esempio Chresmoda obscura) possedevano 12 tarsomeri, altre (come Chresmoda libanica) ne possedevano 40. I tarsomeri apicali erano a forma di goccia e ricordavano più le parti finali delle antenne che parti delle zampe; inoltre, le zampe erano del tutto sprovviste di artigli apicali. In sostanza, i tarsi avevano un aspetto generale da antenne, ed è stato ipotizzato che fossero il risultato di una mutazione riguardante i geni che partecipano allo sviluppo delle zampe, con il risultato di trasformare le zampe in "antenne" .

## Tassonomia
Il genere comprende le seguenti specie:
- Chresmoda aquatica Martinez-Delclos 1989
- Chresmoda libanica Nel et al. 2004
- Chresmoda multinervis Zhang et al. 2009
- Chresmoda neotropica Engel and Heads 2008
- Chresmoda obscura Germar 1839
- Chresmoda orientalis Esaki 1949
- Chresmoda oweniWestwood 1854
- Chresmoda shihi Zhang et al. 2009

La specie tipo Chresmoda obscura venne descritta per la prima volta da Germar nel 1839, sulla base di fossili ritrovati nel giacimento di Solnhofen (Germania) risalente al Giurassico superiore. Numerose altre specie appartenenti a questo genere sono state descritte successivamente: in terreni del Cretaceo inferiore sono stati ritrovati i fossili di C. oweni dell'Inghilterra, C. aquatica della Spagna, C. neotropica del Brasile, C. mongolica della Mongolia, C. shihi, C. multinervis e C. orientalis della Cina. Gli ultimi esemplari noti provengono dal Cenomaniano del Libano (C. libanica).
Per lungo tempo le affinità di Chresmoda e degli altri generi della famiglia Chresmodidae sono rimaste un enigma. La forma generale del corpo ricordava quella dei Gerridae, e a volte Chresmoda è stato visto come un rappresentante del gruppo Phasmatodea. Studi più recenti riguardanti la struttura delle ali anteriori e posteriori di Chresmoda hanno indicato che le affinità di questa forma potrebbero ricadere nel gruppo degli Archaeorthoptera, e quindi nella linea evolutiva che conduce agli ortotteri .

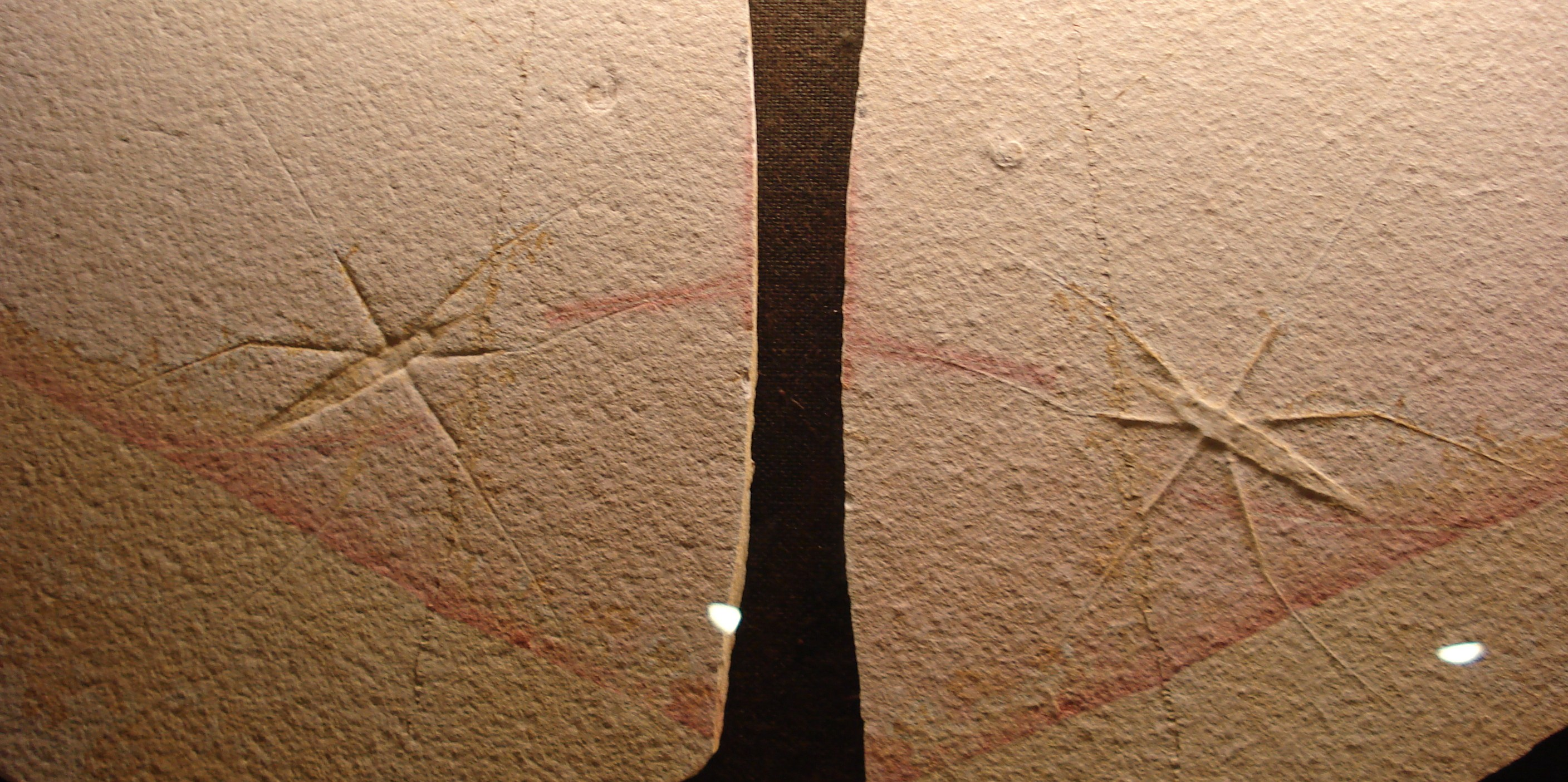
Fossile di Chresmoda obscura

## Paleoecologia
La struttura del corpo e delle zampe di questi animali fa supporre che le varie specie di Chresmoda si spostassero sulla superficie dell'acqua in modo simile agli attuali gerridi. Tuttavia, le modalità non dovevano essere esattamente le stesse, in quanto i gerridi possiedono il primo paio di zampe molto corto; Chresmoda possedeva invece zampe di lunghezza simile. Almeno alcune specie (ad esempio C. libanica e C. aquatica) erano carnivore, poiché possedevano palpi mascellari ben sviluppati, e probabilmente si nutrivano di piccoli insetti rimasti intrappolati dalla tensione superficiale dell'acqua e di altri animali nectonici quando si avvicinavano alla superficie .